# Vojislav Koštunica
Vojislav Koštunica (* 24. března 1944 Bělehrad) je bývalý srbský ministerský předseda a bývalý prezident Svazové republiky Jugoslávie.
Vojislav Koštunica vystudoval práva na univerzitě v Bělehradě, kde později působil i jako asistent. V roce 1974 přišel o místo, protože kritizoval jugoslávskou komunistickou vládu za změny v tehdejší ústavě, které dávaly značnou autonomii Kosovu. V roce 1989 patřil mezi zakladatele Demokratické strany, později se stal předsedou Demokratické strany Srbska.
Patřil mezi kritiky Miloševičovy vlády, zásah NATO vůči Jugoslávii kvůli Kosovu však označil za zločinné bombardování. V roce 1998 se nechal při své návštěvě Kosova vyfotografovat se samopalem v ruce uprostřed skupiny srbských ozbrojenců.
Od roku 2000 až do jejího zániku v 2003 byl Koštunica prezidentem Svazové republiky Jugoslávie, od roku 2004 byl předsedou srbské vlády. 8. března 2008 podal kvůli neshodám ve vládě ohledně řešení problému Kosova a vztahu k Evropské unii demisi.